# Spodiopogon duclouxii
Spodiopogon duclouxii är en gräsart som beskrevs av Aimée Antoinette Camus. Spodiopogon duclouxii ingår i släktet Spodiopogon och familjen gräs. Inga underarter finns listade i Catalogue of Life.